# Classe mannequin
Classe mannequin est une série télévisée française en 120 épisodes de 26 minutes, créée par Brigitte Sabban réalisée par Dominique Masson, Philippe Roussel, Emmanuel Fonlladosa, Christophe Coutens et diffusée entre le 23 octobre 1993 et 1994 sur M6.

## Histoire
Classe mannequin est la conséquence du Décret Tasca, imposant des quotas de production et de diffusion d'œuvre d'expression originale française, aux heures de grande écoute, entrée en vigueur dès le 1er janvier 1992.
En France, cette obligation s'est traduite par la diffusion entre 17h et 20h, de séries destinées aux adolescents, comme Hélène et les Garçons,  Seconde B et autres, plus ou moins inspirées par les productions nord-américaines comme Beverly Hills, Les Années collège, Sois prof et tais-toi! etc....

## Synopsis
Cette série décrit la vie de garçons et filles apprentis mannequins.

## Distribution
- Jean-Pierre Baxter : Florent
- Olivier Carreras : Raphaël
- Vanessa Demouy : Linda
- Séverine Ferrer : Lou
- Thomas Jouannet : Thomas
- Laurent Lafitte : Juan
- Christine Lemler : Marion
- Pascal Liger : Marc
- Anne-Charlotte Pontabry alias Cachou : Victoire
- Terry Shane : Terry

## Épisodes
1. Lettre d'un inconnu
2. Si tu vas à Rio
3. Les fiançailles de coton
4. Secrets de geisha
5. Tenue de gala
6. Extinction des feux
7. Jours de crise
8. Le cartomenteur
9. Garde du cœur
10. Réfrigérateur Ascendant Balance
11. Concours de circonstances
12. Mariage d'un jour
13. 39°5 le soir
14. Une grande nouvelle
15. La défaite de Victoire
16. My Name is Lolita
17. Colle Girl
18. Nez vropathie
19. Mystère Love
20. Affaire de style
21. Sans dessus dessous
22. L'énigme du vestiaire
23. Changement de programme
24. Le silence des ados
25. Un siphon phon phon
26. Les yeux dans les yeux
27. Marché commun
28. L'amant de maman
29. Un prince à top mode
30. Made in USA
31. Mannequin à tout âge
32. Pizza pour deux
33. Week-end à top mode
34. Au bal masqué
35. Don Juan
36. Écolo
37. Mammy méli-mélo
38. Sous les cocotiers, la plage
39. Chassé-croisé
40. À nous deux
41. La colonie de vacances
42. L'école des grands pères
43. Monsieur Mode
44. Souris, souris-moi
45. Attachez vos ceintures
46. Victoire au sommet
47. Les deux petits monstres
48. L'amant British
49. Lama, es-tu là?
50. Et vogue la galère!
51. Deux couleurs rose
52. La groupie
53. Top modeste
54. La mariée était à l'heure
55. Les consoles sont sans pitié
56. Show bises
57. Moi, mes escarpins
58. Evelyne et Evelyne
59. Tempête à top mode
60. Double jeu
61. La belle endormie
62. Embrasse-moi
63. Pop mode
64. L'héritage
65. Trou de mémoire sur la banquise
66. Têtes d'affiche
67. Si ce n'est toi...
68. Loin des yeux, près du cœur
69. Si la photo est bonne
70. Garde à vous
71. Coup de folie
72. Halte à la grippe
73. Magazine en magasin
74. Boubou, Tam-Tam et Cie
75. Une sacrée nouvelle
76. Soigne ton book
77. La tête et les jambes
78. L'âme de fond
79. Les marquises
80. Quel cirque
81. Rien ne sert de mentir
82. Grand départ et paréo
83. Des clips et des claps
84. C'est tip top
85. Vive l'Europe
86. Opération séduction
87. Mozart en stock
88. Evasion à tout prix
89. Erreur sur la personne
90. Mariage à la carte
91. Un éditeur à méditer
92. Un K de force majeure
93. Dessine-moi un œuf
94. Dis-moi que tu m'aimes
95. Dangereux Noël: 1re partie
96. Dangereux Noel: 2e partie
97. Mummy and momie: 1re partie
98. Mummy and momie: 2e partie
99. L'argent ne fait pas le bonheur
100. À toi de jouer poupée
101. Le Paris-Ouarzazate
102. Héritage amoureux
103. Au feu les pompiers
104. Le chat beauté
105. Toque mode
106. Salut les copines
107. Mêlée à top mode
108. Côté jardin
109. Le combat des ex
110. Nuit de chine
111. Jivaro
112. Le cœur a ses raisons
113. Doc l'anglais et Mr Fox
114. Tatouage sauvetage
115. Une fille disparaît
116. Mystère technomode
117. Héroïnes malgré elles
118. Mais qu'est-ce qui fait courir Kikou?
119. Les petites reines
120. Tatiana

## Générique
La chanson du générique de la série s'intitule Essaye d'imaginer et est interprétée par Vanessa Demouy, Christine Lemler et Anne-Charlotte Pontabry.

## DVD
L'éditeur LCJ Editions a sorti cinq coffrets avec les épisodes 1 à 52, Malheureusement l'éditeur n'a jamais sortie le reste de la série 
- Classe Mannequin - Coffret 1 - 3 DVD : épis 1 à 9 - Sorti le 21 mai 2007
- Classe Mannequin - Coffret 2 - 3 DVD : épis 10 à 18 - Sorti le 23 novembre 2007
- Classe Mannequin - Coffret 3 - 3 DVD : épis 19 à 29 - Sorti le 4 août 2011
- Classe Mannequin - Coffret 4 - 3 DVD : épis 30 à 40 - Sorti le 24 mai 2012
- Classe Mannequin - Coffret 5 - 3 DVD : épis 41 à 52 - Sorti le 4 septembre 2012

## Commentaires
C'est dans cette sitcom que se sont fait connaître Vanessa Demouy, Anne-Charlotte Pontabry (alias Cachou), et Laurent Lafitte.
Il s'agissait alors pour M6, qui co-produisait cette série, de proposer une sitcom rivalisant avec les productions AB et qui connaissaient alors un grand succès sur TF1 (en particulier, Hélène et les Garçons).
Parmi les nombreux auteurs des scénarios, on trouve Isabelle Mergault, comédienne, devenue depuis cinéaste à succès, Christine Reverho, quatre fois nommée aux Molières 2007 pour sa pièce Chocolat piment, ou encore Éric Cazalot, qui, après de nombreux ouvrages, sortira en 2007 Sylvie Vartan dans la lumière, en collaboration avec la chanteuse.
À ses débuts, la série fut tournée aux Studios des Buttes-Chaumont, puis aux Studios de Bry-sur-Marne, avec les Moyens Techniques de la Société Française de Production.
La sitcom connaîtra un prolongement en 1995 avec Cœurs Caraïbes (4 épisodes), puis en 1996 avec Aventures Caraïbes.
M6 lance par la suite une autre sitcom intitulée Studio Sud avec Séverine Ferrer, Tomer Sisley, Avy Marciano et Diane Robert.